# Wupperweg

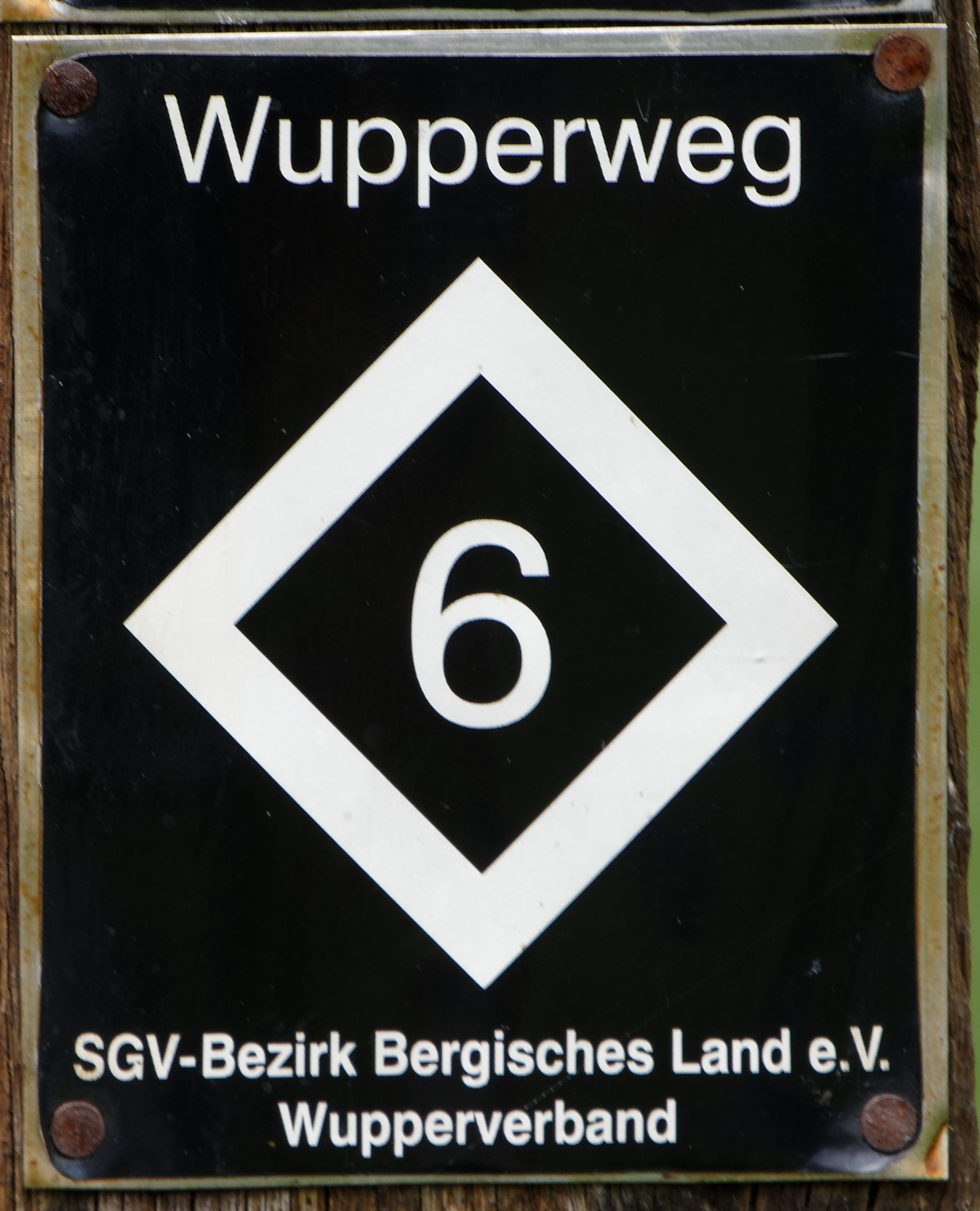
Wegschild Wupperweg

Der Wupperweg ist ein 125 Kilometer langer Wanderweg in Nordrhein-Westfalen und führt entlang der Wupper von der Quelle bis zu ihrer Mündung.
Der mit dem Wegzeichen Raute-6 markierte Wanderweg wurde 2005 von dem Bezirk Bergisch-Land des Sauerländischen Gebirgsvereins in Kooperation mit dem Wupperverband neu geschaffen.

## Verlauf des Wanderwegs
Der Wupperweg beginnt in Börlinghausen an der Wupperquelle und führt von dort an der Brucher Talsperre ins nördliche Marienheide. Entlang der noch jungen Wupper führt der Weg an der Lingesetalsperre vorbei nach Wipperfürth und von dort zur Neyetalsperre. Direkt darauf wird die Bevertalsperre und Hückeswagen mit der Wuppertalsperre passiert. In nördlicher Richtung werden nun Wilhelmstal und Dahlerau durchquert, um dann das südliche Wuppertal am Hang abzulaufen. Hinter dem Staatsforst Burgholz schließen sich die Müngstener Brücke und Schloss Burg an. Weiter führt der Weg nach Leichlingen (Rheinland), um nach Durchquerung von Leverkusen-Opladen im Rand von Rheindorf an der Mündung der Wupper in den Rhein zu enden.

## Etappen
| Etappe | Länge [km] | Strecke                                                                  |
| ------ | ---------- | ------------------------------------------------------------------------ |
| 01     | 13,6       | Marienheide-Börlinghausen (Wupperquelle) – Wipperfürth-Ohl               |
| 02     | 07,9       | Wipperfürth-Ohl – Wipperfürther Zentrum                                  |
| 03     | 11,0       | Wipperfürther Zentrum – Hückeswagener Zentrum                            |
| 04     | 11,7       | Hückeswagener Zentrum – Damm der Wuppertalsperre                         |
| 05     | 11,8       | Damm der Wuppertalsperre – Wuppertal-Beyenburg                           |
| 06     | 10,2       | Wuppertal-Beyenburg – Wuppertaler Toelleturm                             |
| 07     | 09,3       | Wuppertaler Toelleturm – Wuppertal-Küllenhahn                            |
| 08     | 12,8       | Wuppertal-Küllenhahn – Solingen-Kohlfurth                                |
| 09     | 08,4       | Solingen-Kohlfurth – Solingen-Unterburg                                  |
| 10     | 13,2       | Solingen-Unterburg – Solingen-Haasenmühle                                |
| 11     | 10,0       | Solingen-Haasenmühle – Leverkusen-Opladen                                |
| 12     | 06,6       | Leverkusen-Opladen – Wuppermündung in den Rhein bei Leverkusen-Rheindorf |

Eine detaillierte Etappenbeschreibung findet sich bei den Weblinks.

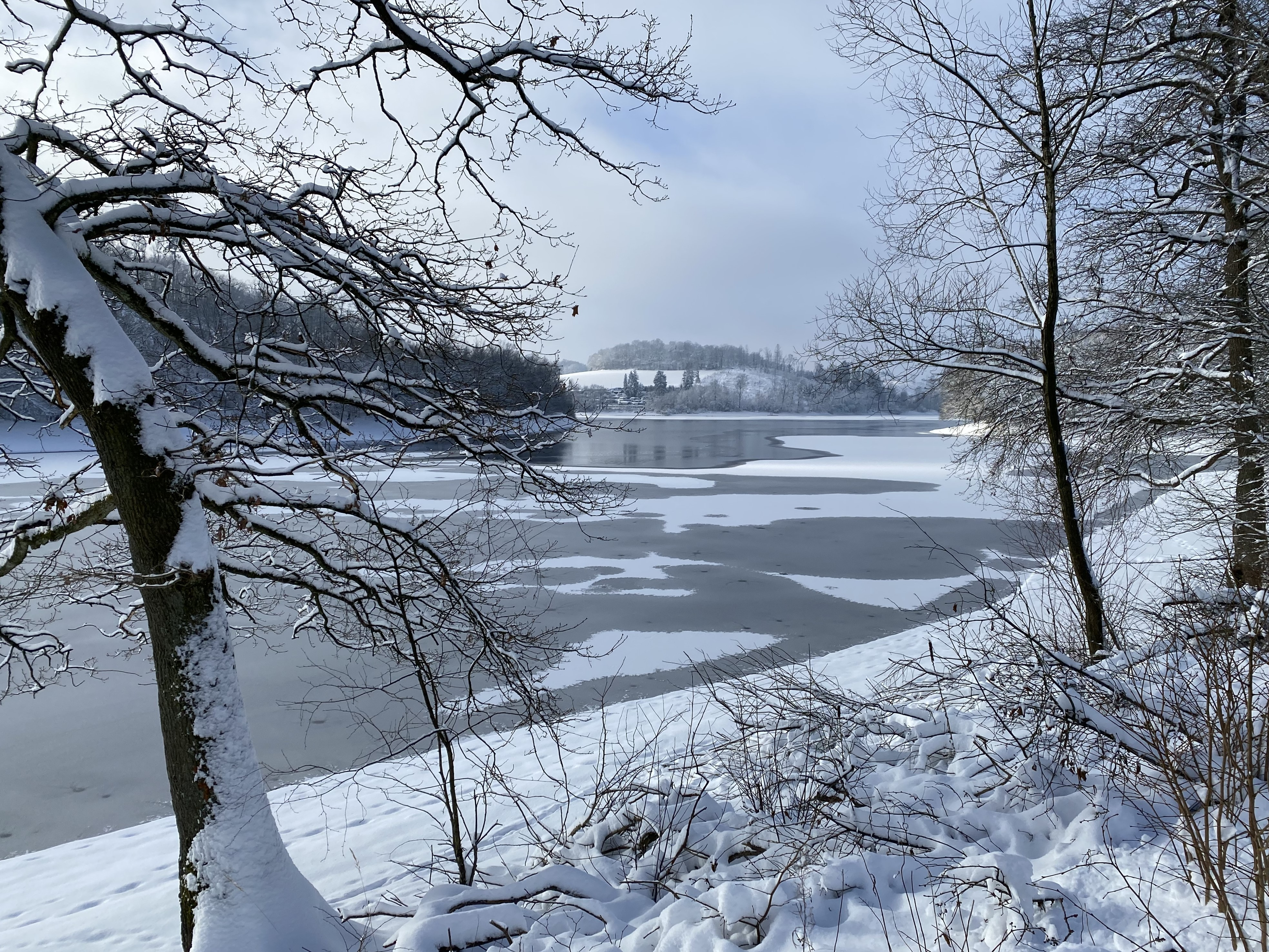
Lingesetalsperre (Marienheide)
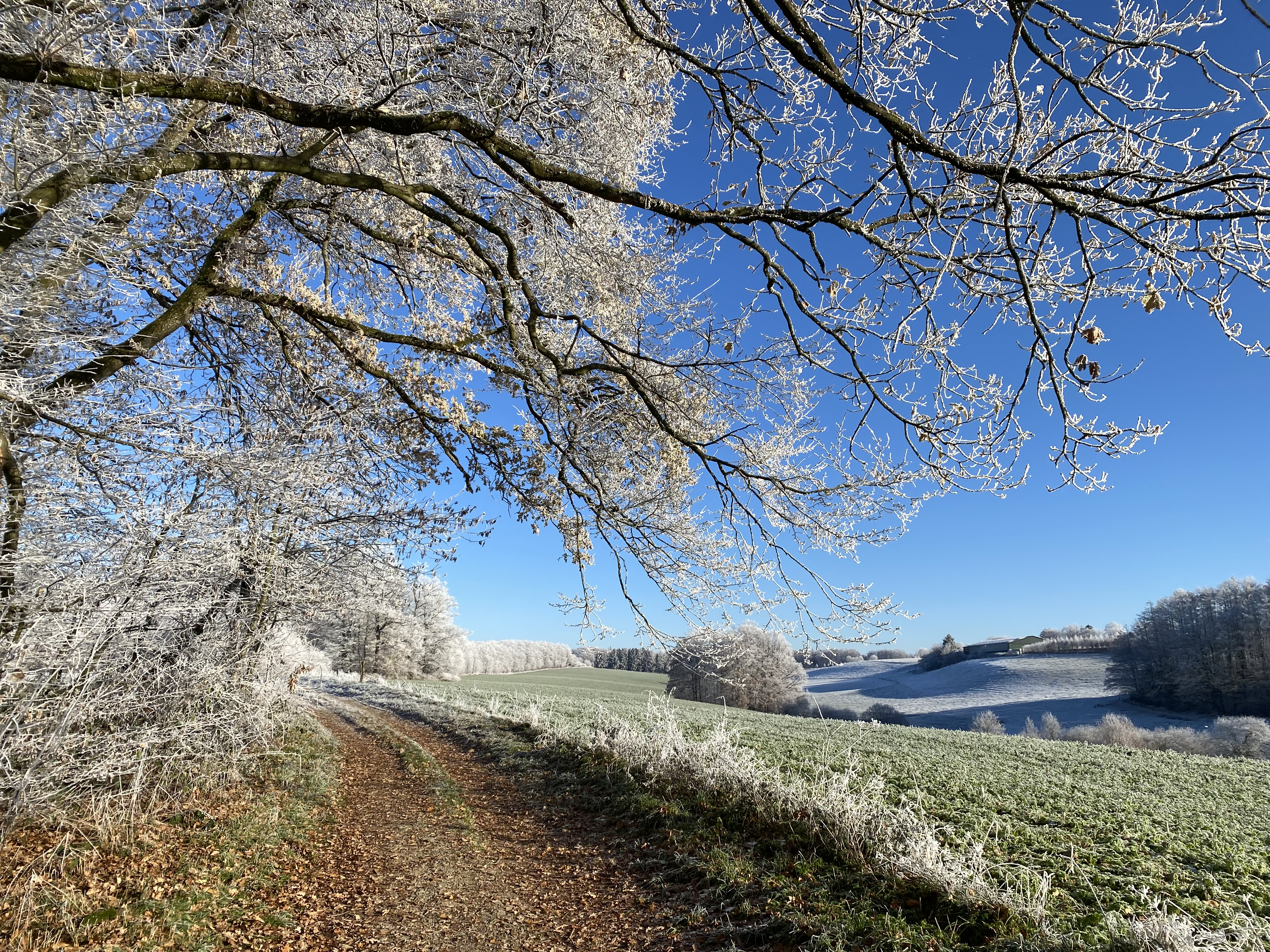
Wupperweg zwischen Neye- u. Bevertalsperre (Hückeswagen)
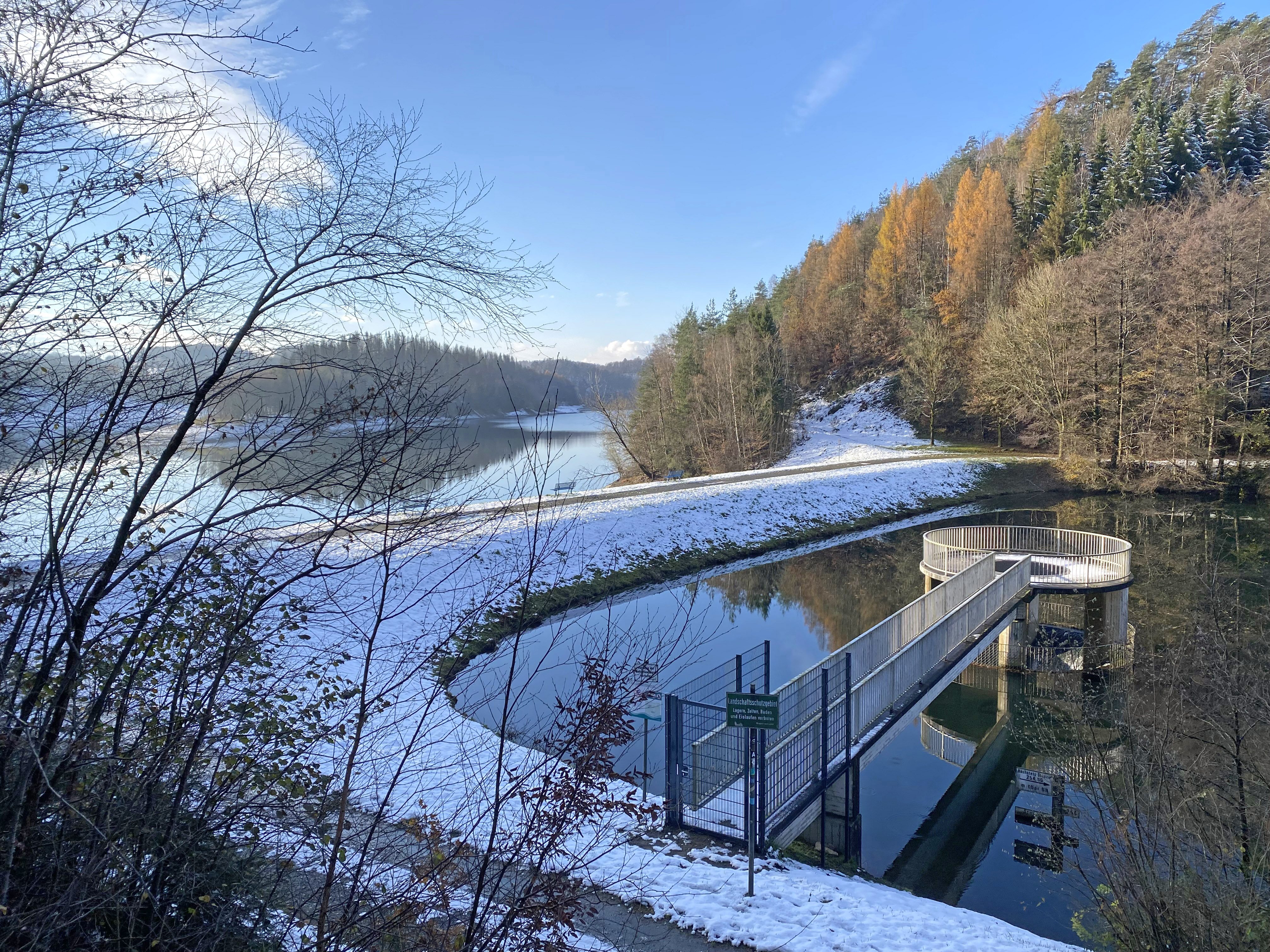
Wuppertalsperre / Wiebach-Vorsperre (rechts)
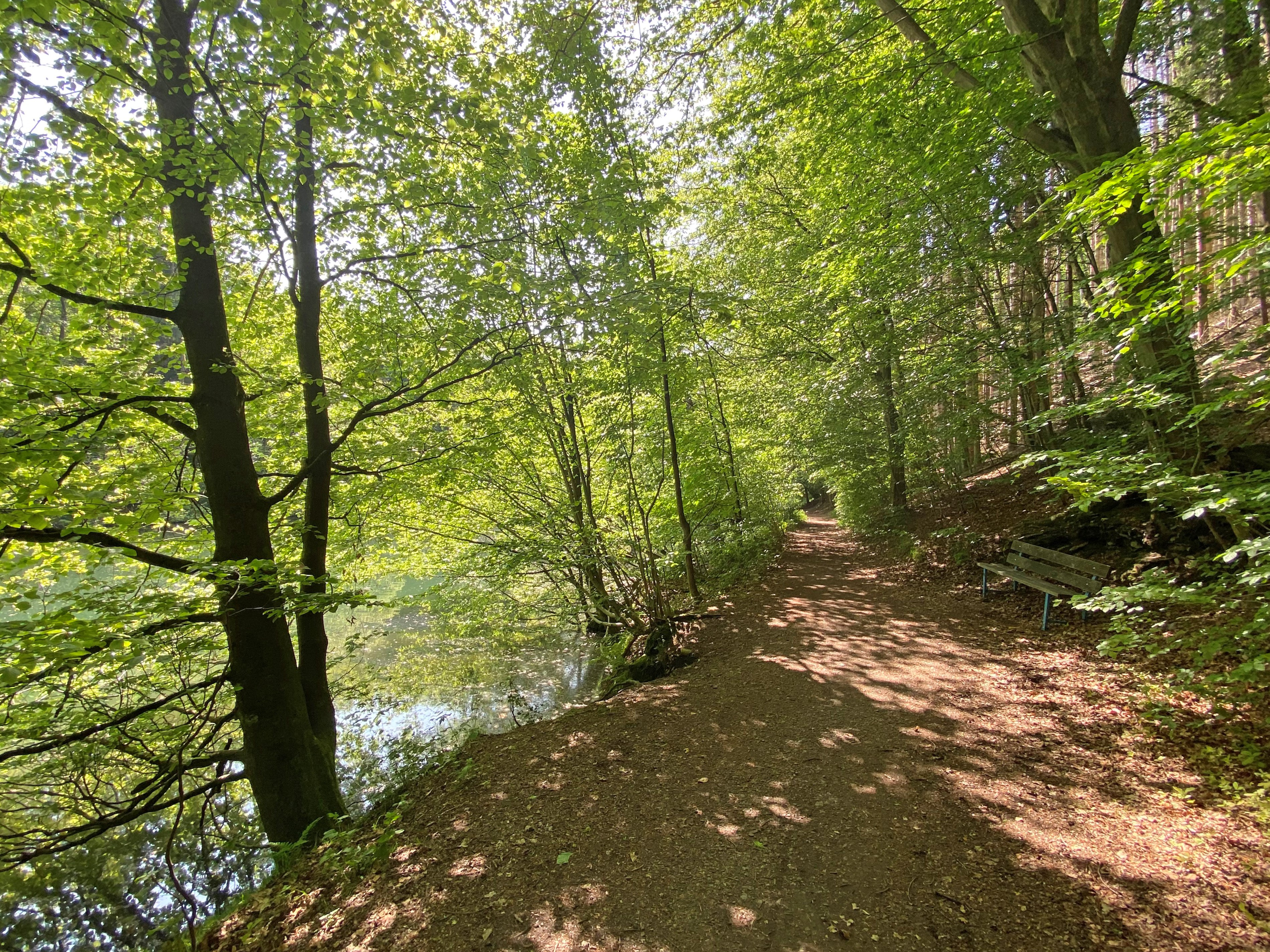
Am Wupperufer in Wilhelmstal (Radevormwald)
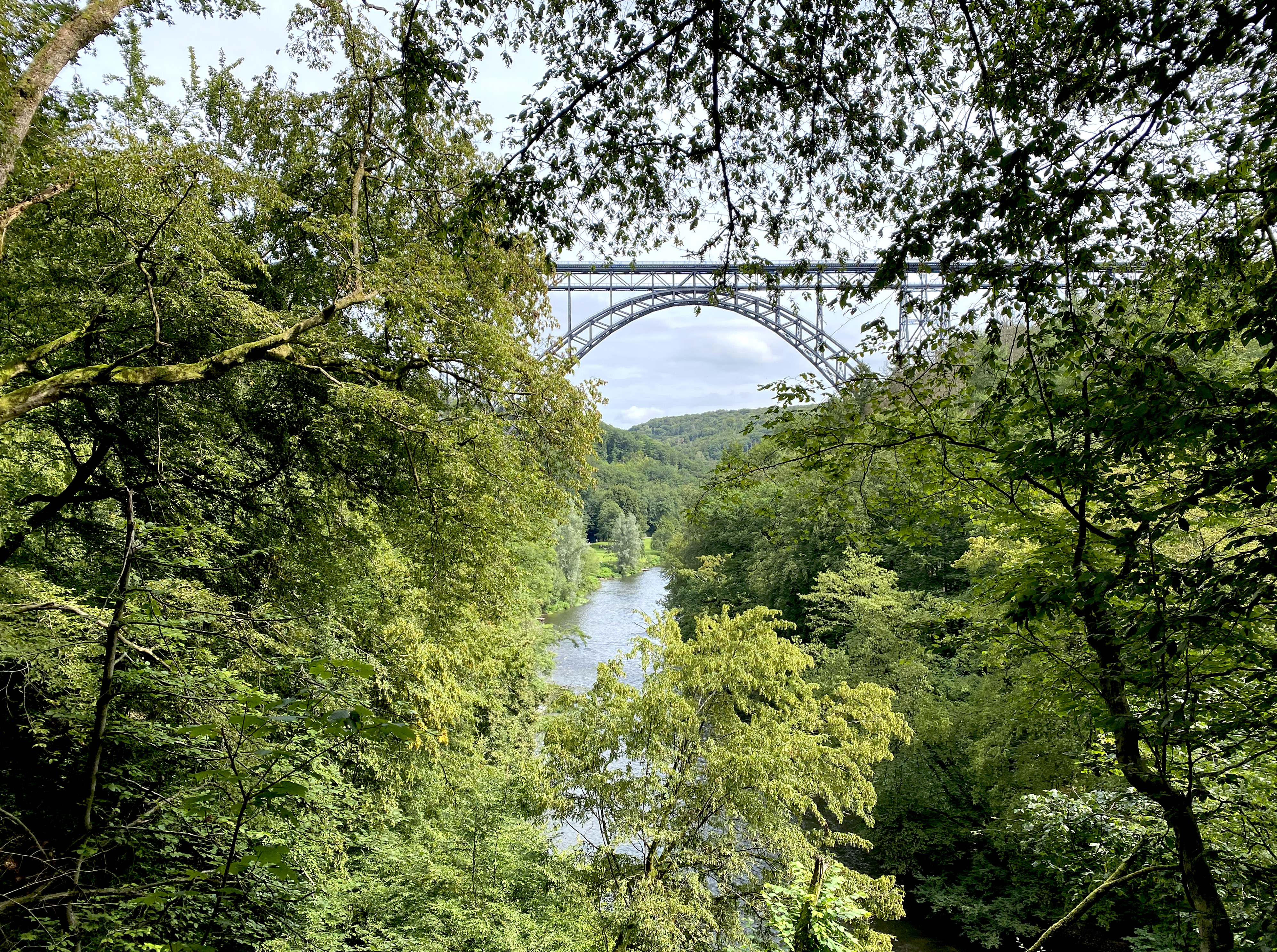
Müngstener Brücke (Solingen – Remscheid)
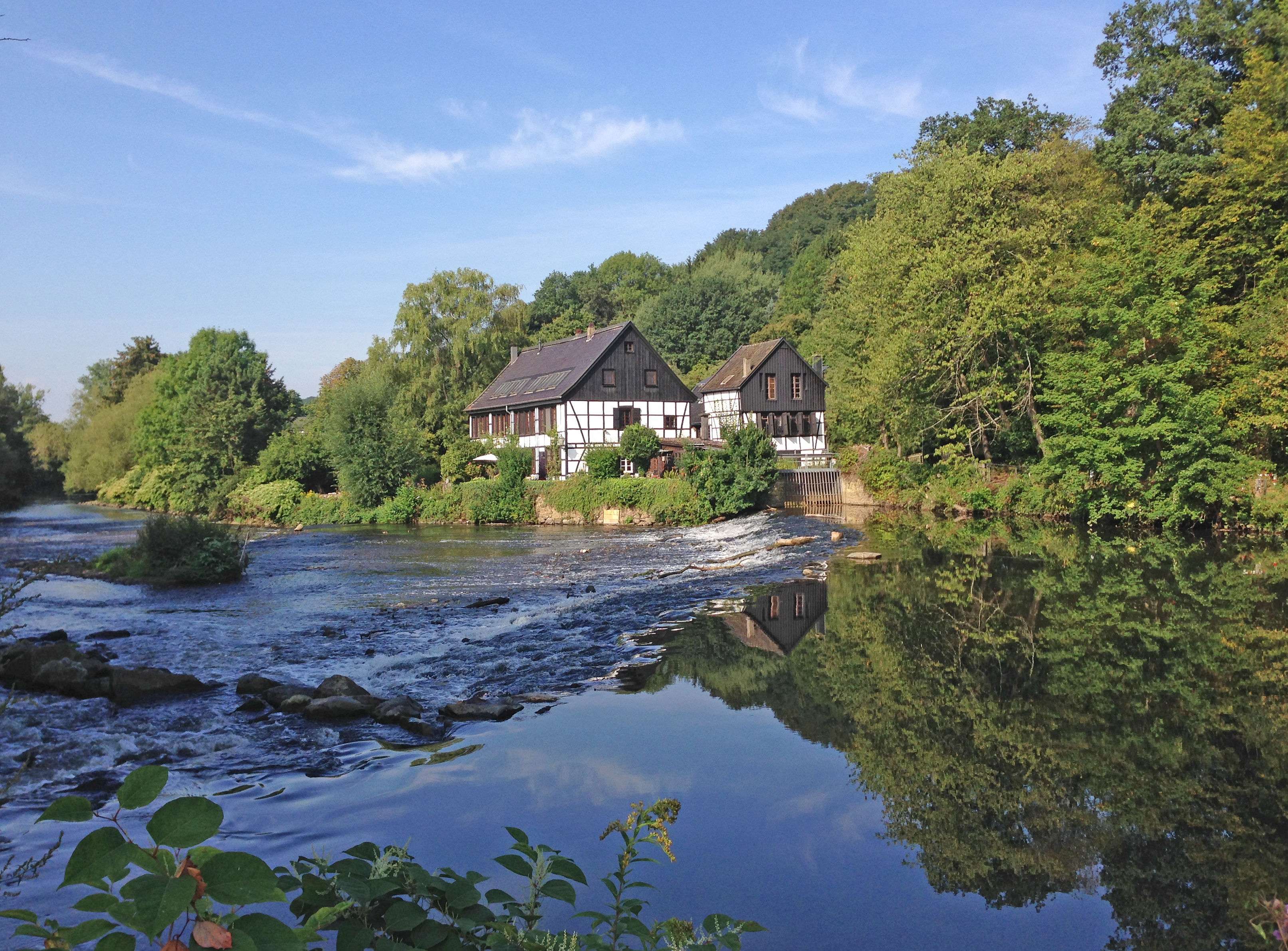
Wipperkotten (Solingen)
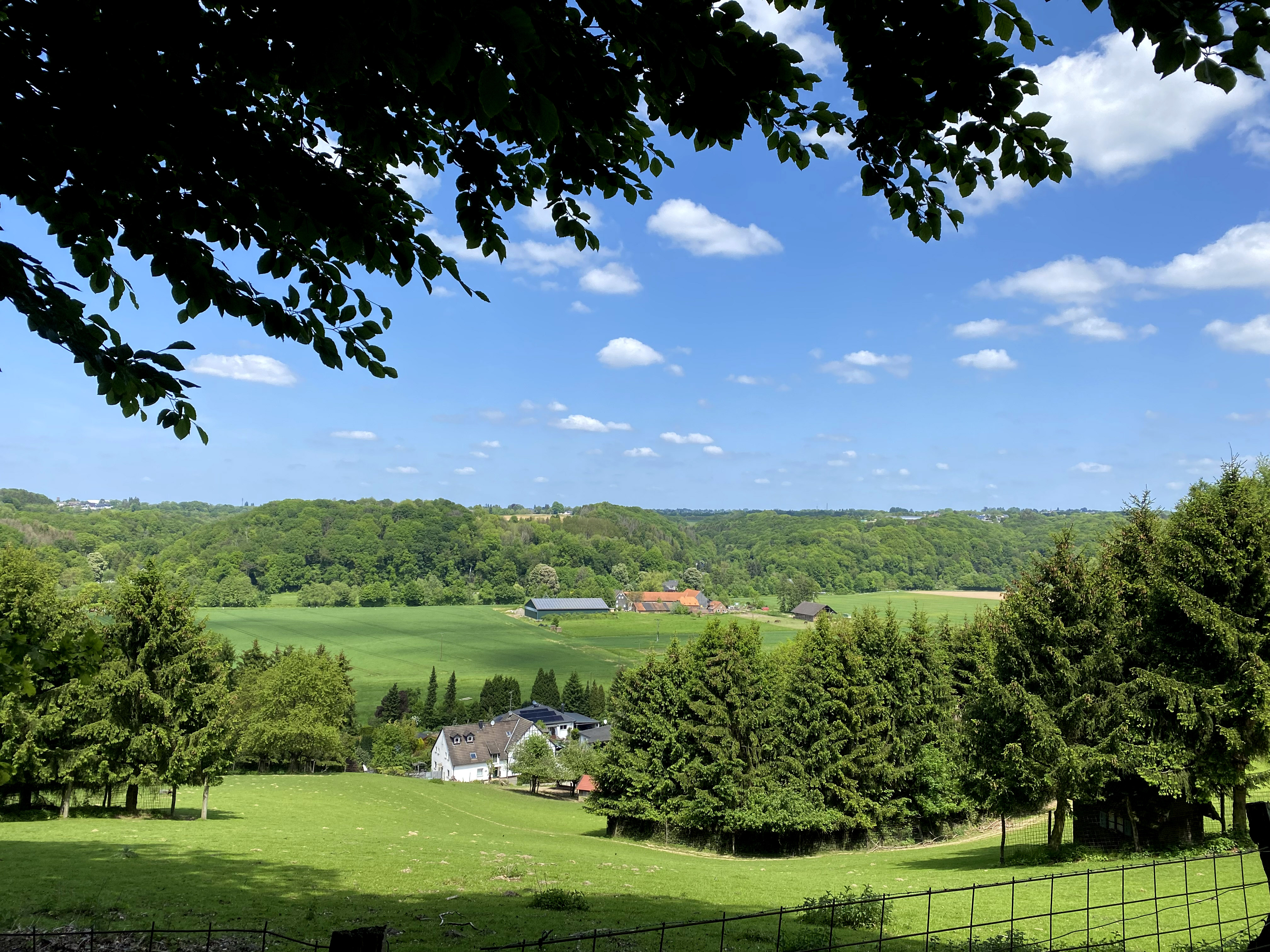
Altenhof bei Nesselrath (Leichlingen)
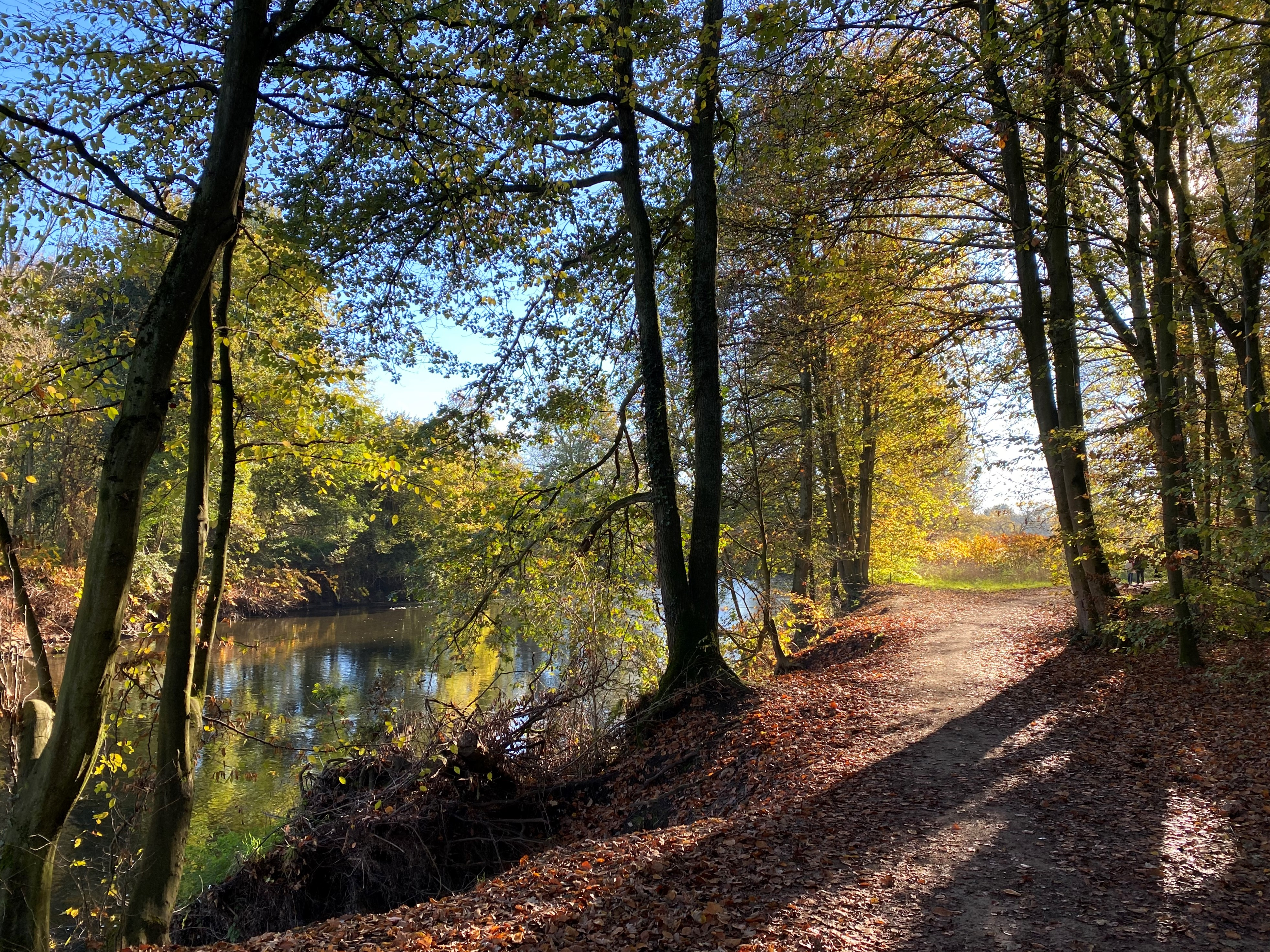
Wupperweg in Leverkusen
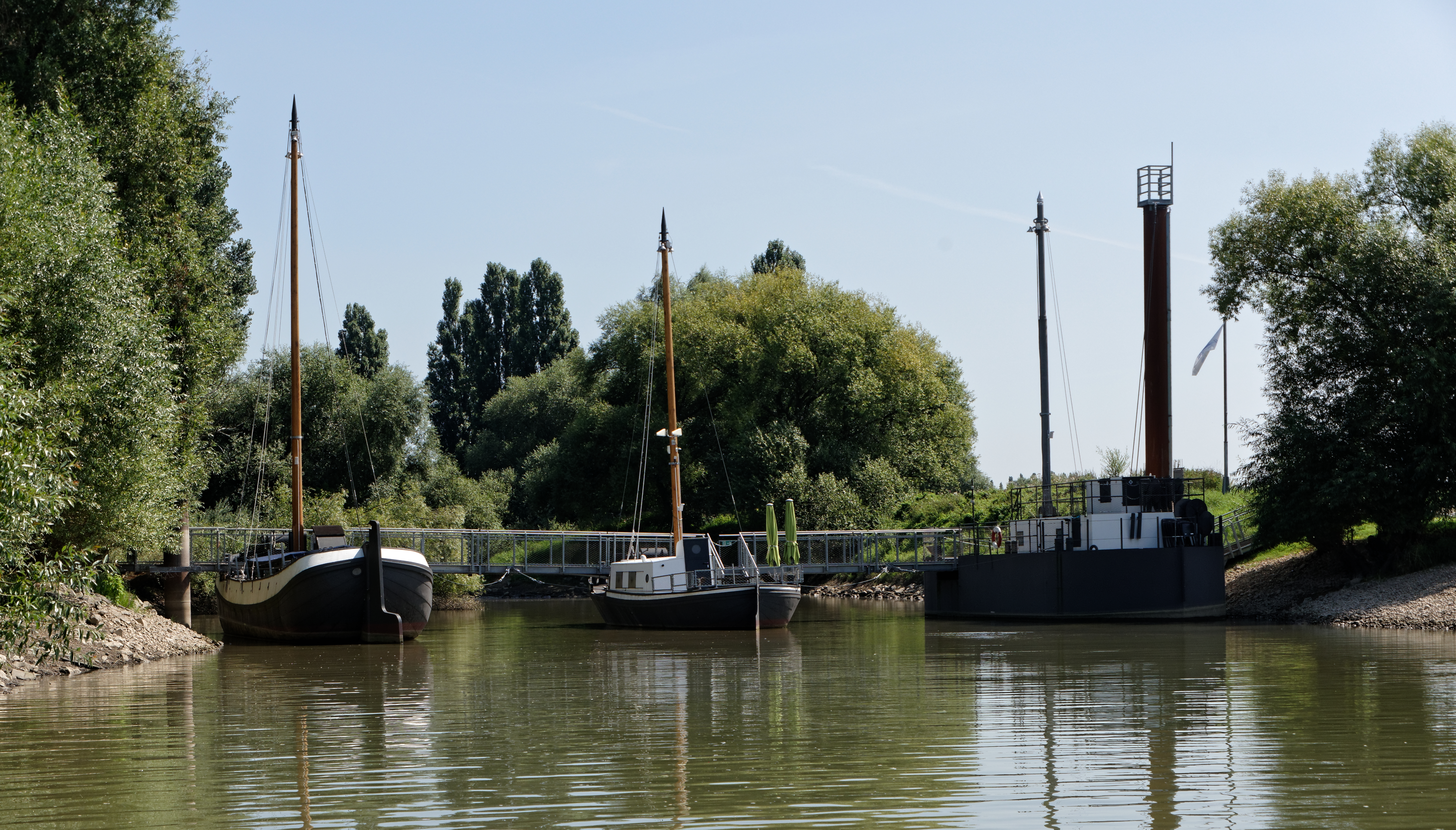
Endpunkt Schiffsbrücke am Rhein (Leverkusen)